# Schweinfurthia latifolia
Schweinfurthia latifolia är en grobladsväxtart som beskrevs av John Gilbert Baker och Daniel Oliver. Schweinfurthia latifolia ingår i släktet Schweinfurthia och familjen grobladsväxter. Inga underarter finns listade i Catalogue of Life.